# حزقيال كروز موريلو
حزقيال كروز موريلو (بالإسبانية: Juan Cruz Murillo)‏ (27 فبراير 1959 بهندوراس - ) هو لاعب كرة قدم هندوراسي في مركز الوسط، شارك في كأس العالم 1982. وشارك مع منتخب هندوراس لكرة القدم. أما مع النوادي، فقد لعب مع نادي ديبورتيفو أوليمبيا وPumas UNAH ‏.

## وصلات خارجية
- حزقيال كروز موريلو على موقع الاتحاد الدولي (مؤرشف)  (الإنجليزية)
- حزقيال كروز موريلو على موقع قاعدة بيانات كرة القدم.إي يو (الإنجليزية)
- حزقيال كروز موريلو على موقع ناشيونال فوتبول تيمز (الإنجليزية)
- حزقيال كروز موريلو على موقع Soccerway.com (الإنجليزية)
- حزقيال كروز موريلو على موقع عالم كرة القدم.نت (الإنجليزية)